# 脫皮爸爸
《脫皮爸爸》（英語：Shed Skin Papa）是2018年上映的香港電影，由吳鎮宇、古天樂、春夏、田蕊妮、蔡潔主演，司徒慧焯導演和編劇，本片改編自香港話劇團導演司徒慧焯2011年執導的同名舞台劇，于2016年10月26日在東京國際電影節舉行首映禮。

## 剧情
讲述了79岁的痴呆老父田一雄在七天的时间里开始蜕皮不断变年轻，重新回到了他60岁、52岁、37岁、28岁、19岁的不同年龄时期；而处在人生困境中的儿子田力行也得以重新了解了父亲的人生、找到了生活的方向。

## 演員

### 主要演員
| 演員                        | 角色   | 角色介紹           |
| 吳鎮宇                      | 田一雄 | 田力行爸爸         |
| 古天樂 （童年：Feynman Ng） | 田力行 |                    |
| 春夏                        | 蔡籽苗 | 年輕時的田力行媽媽 |
| 田蕊妮                      | 任莎莎 | 田力行的舊同學     |
| 蔡潔                        | 祝麗華 | 田力行的妻子       |

### 其他演員
| 演員   | 角色    | 角色介紹         |
| 陳國邦 | Frankie | 田力行的工作伙伴 |
| 陳觀泰 | 泰哥    | 田力行的債主     |
| 陳嘉桓 |         | 護老院服務推銷員 |
| 譚俊彥 |         | 演员             |

## 電影歌曲
| 曲別   | 歌名                       | 演唱者               | 作詞       | 作曲       |
| 主題曲 | 長大就是這樣               | Killersoap           | Killersoap | Killersoap |
| 插曲   | Somewhere Over The Rainbow | 古天樂、吳鎮宇、費曼 |            |            |

## 奬項及提名
| 年度   | 颁奖典礼             | 奖项       | 姓名     | 结果 |
| ------ | -------------------- | ---------- | -------- | ---- |
| 2016年 | 第29届东京国际电影节 | 最佳影片   | 司徒慧焯 | 提名 |
| 2017年 | 第36屆香港電影金像獎 | 最佳男主角 | 吳鎮宇   | 提名 |

## 外部連結
- 香港影庫上《脫皮爸爸》的資料（繁體中文）
- 豆瓣电影上《脫皮爸爸》的資料 （简体中文）
- 互联网电影数据库（IMDb）上《脫皮爸爸》的资料（英文）
- 时光网上《脫皮爸爸》的資料（简体中文）